# Ruta 809 (Costa Rica)
La Ruta 809, oficialmente Ruta Nacional Terciaria 809, es una ruta nacional de Costa Rica ubicada en la provincia de Limón.

## Descripción
En la provincia de Limón, la ruta atraviesa el cantón de Pococí (los distritos de  La Rita,  Roxana,  La Colonia).